# 藤多哲朗
藤多 哲朗（ふじた てつろう、1931年1月4日 - 2017年1月1日）は、日本の薬学者・天然物化学者。京都大学名誉教授。
多発性硬化症治療薬フィンゴリモド (FTY720) の開発において、基礎となる重要な発見をした。京都大学評議員、日本生薬学会会長（第16代）、一般財団法人生産開発科学研究所評議員を歴任。京都市左京区出身。

## 略歴
1953年 京都大学医学部薬学科卒業。1958年 京都大学大学院薬学研究科博士課程（新制大学院1期生）を修了。生薬学教室にて刈米達夫教授に師事。
1959年 京都府立医科大学助手（生化学教室：能勢善嗣教授主宰）。1963年 京都大学化学研究所助手（生理活性部門：藤田榮一教授主宰）。
1965年 京都大学薬学博士。1967年 京都大学化学研究所助教授。1969年 米国バージニア大学化学科に2年間留学（S. Morris Kupchan研）。
1973年 徳島大学薬学部教授（生物薬品化学講座）。1985年 京都大学薬学部教授（薬用植物化学講座）。1994年 京都大学を定年退職。財団法人（現：一般財団法人）生産開発科学研究所学術顧問に就任。1995年 摂南大学薬学部教授（薬品製造学研究室）2001年 摂南大学を退職。生産開発科学研究所に創薬設計研究室を開設（2011年まで）。
2017年1月1日、死去。85歳没。

## 業績
京大での学生時代より天然物化学の研究に従事し、大学院から助教授時代にかけて延命草（ヒキオコシ）の成分研究や生合成機構の研究を行った。延命草の薬用成分であるエンメインの化学構造決定を行った。徳島大学時代は、植物の成分研究を実施し、多数の新規テルペン類の単離および構造決定を報告している。この頃は、徳島の農家（シイタケやキクなどの栽培農家）で問題となっていた植物病や農家の職業病の原因となる成分の研究に注力し、菌類に含まれる免疫抑制物質に興味を持ち始めた。
1985年7月に、京都大学名誉教授・井上博之の後任として京都大学薬学部薬用植物化学講座の2代目教授となった。それを契機に冬虫夏草類から免疫抑制成分を探索する研究を、台糖（現：三井製糖）と吉富製薬（現：田辺三菱製薬）との共同で開始した。ツクツクボウシダケ（Isaria sinclairii）の培養液から免疫抑制活性成分ISP-I（ミリオシン, Myriocin）を発見した。その後の構造展開と、吉富製薬の後継の三菱ウェルファーマが中心となった非臨床試験により医薬候補物質フィンゴリモド（開発コード名：FTY720）が開発された。なお、コードネームのFTYは、京大・藤多グループ (F)、台糖 (T)、吉富製薬 (Y) のイニシャルから取られている。ノバルティスを含めた臨床試験を経て、多発性硬化症の世界初の経口治療薬として承認・発売に至った。日本では2011年に田辺三菱製薬から「イムセラ」として発売されている。多発性硬化症は、日本で厚生労働省から特定疾患に認定されている指定難病である。

## 受賞
- 2012年 第37回井上春成賞[2]（土屋裕弘と共同受賞）
- 2013年 日本薬学会創薬科学賞[3]（千葉健治、佐々木重夫、三品正、安達邦知と共同受賞）
- 2013年 第11回産学官連携功労者表彰 科学技術政策担当大臣賞（千葉健治、佐々木重夫と共同受賞）
- 2017年 第63回大河内記念技術賞[4]（千葉健治、安達邦知、佐々木重夫、三品正と共同受賞）
- 2019年 第48回日本産業技術大賞内閣総理大臣賞[5]（田辺三菱製薬、三井製糖と共同受賞）

## その他
薬学への多大な貢献を記念して名前を冠した施設や制度が出来ている。
- 2016年 摂南大学薬学部に藤多哲朗記念臨床研究センター開設[6]。
- 2016年 徳島大学が「仁生イノベーショングラント」創設（2019年まで）。
- 2017年 京都大学大学院薬学研究科に藤多記念ホール設置[7]。

## 著作
- 藤多哲朗稿「生薬からの医薬品開発ものがたり―冬虫夏草からフィンゴリモドへ」京都大学大学院薬学研究科編『くすりをつくる研究者の仕事』化学同人、2017年、229-254頁。ISBN 978-4-7598-1931-1
- 藤多哲朗・高須清誠稿「人とのつながりが結実して誕生した新薬－冬虫夏草を起源とする多発性硬化症治療薬フィンゴリモド」日本薬学会編『薬学研究』東京化学同人、2017年、36-44頁。ISBN 978-4-8079-1722-8

## 参考資料
- 冬虫夏草から新薬が生まれようとしている　直感でテーマ設定「培養」「免疫抑制測定」は連携企業 - 産学官の道しるべ | 産学官連携ジャーナル。
- 名誉教授からのメッセージ - 京都大学大学院薬学研究科|薬学研究へのいざない。
- 「厄を転じて福となす」「逆転の発想」 - 公益財団法人薬学奨励財団 |薬奨ニュースNo.21（2015年7月）。
- 「冬虫夏草の薬効と成分」京都大学名誉教授　藤多哲朗先生の研究 - 大山宗伯東洋医学記念館 大山漢方堂薬局|大特集：冬虫夏草。